# Francesco Mastellari
Francesco Mastellari (Bologna, 27 gennaio 1828 – Bologna, 3 novembre 1901) è stato un pittore italiano operante a Bologna nel XIX secolo.

## Biografia
Pittore, ornatista, decoratore, nato e vissuto a Bologna ha operato in questa città nella seconda metà del XIX secolo collaborando con il fratello Michele Mastellari, anch'egli pittore ornatista.

## Opere
- Chiesa di S. Maria della Misericordia (fuori Porta Castiglione a Bologna) - 1883[2]
- nel 1882 decorò la volta a vela "della 2ª Cappella della Beata Vergine della Consolazione con figure simboliche a chiaroscuro nei pennacchi"[3]
- del 1883 è la decorazione della volta a vela, con cespi fioriti nei pennacchi", nella 3ª cappella, dedicata a S. Giuseppe, nella stessa chiesa[3]

### Con Michele Mastellari
- Villa Balleani a Fontedamo - decorazioni in collaborazione con il fratello Michele Mastellari
- S. Benedetto, via dell’Indipendenza, 64 Bologna - decora la volta in collaborazione con il fratello Michele Mastellari - 1882[4]